# 克洛克山脉国家公园
克洛克山脉国家公园成立于1984年，之前一直作为森林保护区进行保护。公园占地1399平方公里，是沙巴最大的公园。其具丘陵及山地森林，存在着大量婆罗洲特有的动植物。至少存在着5种灵长类动物，如红毛猩猩、长臂猿、眼镜猴等。克洛克山脉国家公园由沙巴公园信托局管理。